# Acacia leucoclada
Acacia leucoclada là một loài thực vật có hoa trong họ Đậu. Loài này được Tindale miêu tả khoa học đầu tiên.